# Olsenbanden i full fart
Olsenbanden i full fart är en norsk film från 1976 regisserad av Knut Bohwim. Filmen är den sjunde i serien om Olsenbanden.

## Handling
Egon har fått uppdrag av en baron att stjäla en vas, men får reda på att han har blivit lurad och hamnar i fängelset igen. Valborg lyckas få ut Egon ur fängelset och har en plan att stjäla den riktiga Mingvasen från Baronen.

## Om filmen
Filmen är en norsk version av den danska filmen Dynamitgubbarna som kom ut samma år som denna film.

## Rollista
- Arve Opsahl - Egon Olsen
- Carsten Byhring - Kjell Jensen
- Sverre Holm - Benny Fransen
- Aud Schønemann - Valborg
- Pål Johannessen - Basse
- Sverre Wilberg - Hermansen
- Helge Reiss - baronen
- Per Tofte - den danska herren
- Dan Fosse - Joacim
- Alf Malland - Fritz
- Ole Jørgen Nilsen - den danska herrens chaufför
- Willie Hoel - brandvakten på Nationalteatern